# Vreemdelingenbewaring
Vreemdelingenbewaring is in Nederland een maatregel voor niet-Nederlanders die er niet in zijn geslaagd een verblijfsvergunning te verwerven, voorafgaand aan een voorgenomen onvrijwillige terugkeer naar het land van herkomst, teneinde te voorkomen dat zij zich aan uitzetting kunnen onttrekken. In een speciaal daartoe ingericht cellencomplex ondergaan zij daartoe een bijzondere vorm van detentie, die geen strafrechtelijk opgelegde gevangenisstraf betreft, doch beoogt vooruit te lopen op die terugkeer.

## Wettelijke basis
De wettelijke basis voor detentie van afgewezen asielzoekers is de Vreemdelingenwet 2000 (van kracht per 1 april 2001) en deze is nader uitgewerkt in het Vreemdelingenbesluit 2000.
Personen die in vreemdelingenbewaring zijn opgenomen, ondergaan deze maatregel op grond van het bepaalde in de artikelen 6 en 59 van de Vreemdelingenwet 2000 (Vw 2000):
Ingevolge artikel 6, lid 1, van de Vw 2000 kan de vreemdeling aan wie toegang tot Nederland is geweigerd worden verplicht "zich op te houden in een door de ambtenaar belast met grensbewaking aangewezen ruimte of plaats, welke (...) kan worden beveiligd tegen ongeoorloofd vertrek".
Ingevolge artikel 59, lid 1, van de Vw 2000 kunnen, indien "het belang van de openbare orde of de nationale veiligheid zulks vordert", met het oog op uitzetting uit Nederland, door de minister van Justitie vreemdelingen die geen rechtmatig verblijf hebben in (vreemdelingen-)bewaring worden gesteld. Dat kan overigens ook in bepaalde gevallen met vreemdelingen die rechtmatig verblijf hebben (op grond van artikel 8, onder f, g en h).
Op grond van artikel 50, lid 1, van de Vw 2000 zijn ambtenaren belast met het toezicht op vreemdelingen bevoegd op grond van feiten en omstandigheden die, naar objectieve maatstaven gemeten, een redelijk vermoeden van illegaal verblijf opleveren, personen staande te houden ter vaststelling van hun identiteit, nationaliteit en verblijfsrechtelijke positie. In paragraaf A3/3.3 van de Vreemdelingencirculaire 2000 is vermeld dat een objectief redelijk vermoeden van illegaal verblijf mede op basis van ervarings- of omgevingsgegevens mag worden aangenomen bij het aantreffen van andere personen in dezelfde woning waar een met naam bekende illegale of uitgeprocedeerde vreemdeling ter uitzetting wordt of kan worden aangehouden.
Aan de vreemdeling die in vreemdelingenbewaring genomen wordt, wordt op dat moment een schriftelijke mededeling uitgereikt. Daarin wordt door een inspecteur van het betreffend regionaal politiekorps die belast is met het toezicht op vreemdelingen, tevens hulpofficier van justitie, aan diegene meegedeeld dat er met het oog op de uitzetting aan de "maatregel van bewaring" is opgelegd, zoals bedoeld in artikel 59, eerste lid, aanhef en onder e, van de Vreemdelingenwet 2000 (geen rechtmatig verblijf), en dat deze maatregel dan zou worden gevorderd door het belang van de openbare orde omdat er aanwijzingen zijn om te vermoeden dat betrokkene zich aan de uitzetting zal onttrekken, hetgeen zou blijken uit het feit dat betrokkene niet beschikt over een identiteitspapier als bedoeld in artikel 4.21 van het Vreemdelingenbesluit 2000, ongewenst verklaard is, zich niet gehouden heeft aan zijn of haar vertrektermijn en geen middelen van bestaan van bestaan zou hebben.

## Detentie bij tweede aanvraag
Begin 2009 ontstond de situatie dat asielzoekers in Nederland die een tweede of volgende asielaanvraag (in de terminologie van het asielrecht een zogeheten HASA) indienen, voortaan een groter risico zouden lopen om dan in vreemdelingenbewaring te worden genomen. Dit was het gevolg van een wijziging in de bepalingen van de Vreemdelingencirculaire.
Ten aanzien van vreemdelingen van wie de tweede of volgende asielaanvraag is afgewezen omdat niet de daartoe vereiste "nieuwe feiten en omstandigheden" naar voren waren gebracht of de wel gestelde feiten of omstandigheden niet als "novum" werden aangemerkt, zou zo spoedig mogelijk na bekendmaking van de afwijzende beschikking worden beoordeeld of bewaring op grond van artikel 59 Vw zal worden toegepast.
Daarnaast werd bepaald dat vreemdelingen die vanwege criminele antecedenten een gevaar zouden vormen voor de openbare orde in beginsel aan vreemdelingenbewaring worden onderworpen, wanneer zij een (herhaalde) aanvraag voor een verblijfsvergunning willen indienen of hebben ingediend. Dit ongeacht het type verblijfsvergunning (asiel of regulier, bepaalde of onbepaalde tijd).

## Detentiecentra
Detentiecentra voor vreemdelingenbewaring bevinden zich te Zaandam (detentieplatform), Zeist, Rotterdam (het Detentiecentrum Rotterdam bij Rotterdam The Hague Airport) en te Alphen aan den Rijn (2). Daarnaast is er het uitzetcentrum (UC) te Schiphol.
De detentieboten in Rotterdam zijn gesloten in 2007 en 2008 en de detentieboot in Dordrecht is sinds december 2010 niet meer in gebruik.

## Kritiek

### 2008
In juni 2008 werden de omstandigheden waarin in Nederland uitgeprocedeerden in de detentiecentra verkeerden onderwerp van scherpe kritiek in een rapport van de Nederlandse afdeling van de internationale mensenrechtenorganisatie Amnesty International: "Nederland behandelt vreemdelingen ten onrechte als criminelen".. Naar aanleiding van deze kritiek werd eind september 2008 door staatssecretaris Nebahat Albayrak aangekondigd dat de omstandigheden in de detentiecentra zouden worden versoepeld.
Behalve de verblijfsomstandigheden in de vreemdelingenbewaring zou ook het vervoer van vreemdelingen in vreemdelingenbewaring worden verbeterd. Dit
schreef zij in brieven van 25 september 2008 aan Amnesty International en aan de Raad voor Strafrechtstoepassing en Jeugdbescherming (RSJ).
De staatssecretaris reageerde hiermee op bovenvermeld rapport van Amnesty en een advies van de RSJ over vreemdelingendetentie van 16 juni 2008.
Ze noemde onder andere de volgende verbeteringen:
- de aanpassing van het regime, zodat de bijzondere aard van de vreemdelingenbewaring beter tot uitdrukking komt.
- de verbetering van het dagprogramma en verruiming van het aanbod aan activiteiten; ruimere toegang tot de luchtplaats en tot sport- en bibliotheekfaciliteiten; verruiming van de bezoekmogelijkheden.
- het opzetten van een juridisch spreekuur in de detentiecentra (uitgezonderd de uitzetcentra), dat wordt verzorgd door het Juridisch Loket
- de verbetering van de opleiding van de detentietoezichthouders.
- de sluiting van de laatste detentieboot, de Kalmar in Dordrecht. In 2010 komt er nieuwbouw voor het uitzetcentrum Rotterdam en eind 2012 een nieuw Justitieel Complex ter vervanging van het detentiecentrum Schiphol.
- alleenstaande minderjarige vreemdelingen die in een justitiële inrichting zijn geplaatst, verblijven voortaan zo veel mogelijk bij elkaar op één locatie (Zwaag).
- er wordt een Commissie van Toezicht voor het gedetineerdenvervoer ingesteld, naar verwachting per medio 2009.

### 2009
In mei 2009 kreeg de vreemdelingenbewaring in Nederland wederom aandacht van Amnesty, in het Jaarboek van dat jaar. In de eerste helft van 2008 werden er in Nederland zo’n 4.500 ongedocumenteerde migranten en asielzoekers vastgehouden in detentiecentra onder omstandigheden die bedoeld zijn voor strafrechtelijk gedetineerden. Sommigen zouden gedurende buitensporig lange perioden gedetineerd zijn, in een aantal gevallen zelfs langer dan een jaar. Alternatieven voor detentie werden nauwelijks gebruikt, zelfs voor personen die behoorden tot kwetsbare groepen, zoals AMA's (alleenstaande minderjarige asielzoekers) en slachtoffers van mensenhandel of marteling.
Niet alle meldingen van mishandeling tijdens immigratiedetentie zouden volgens Amnesty zijn gevolgd door een onmiddellijk, onpartijdig en grondig onderzoek.